# Trent-Severn-Wasserweg
Der Trent-Severn-Wasserweg (gelegentlich auch Trentkanal, englisch Trent-Severn Waterway, französisch Voie navigable Trent-Severn) ist ein Kanal in der kanadischen Provinz Ontario. Er verbindet über 386 km den Ontariosee mit dem Huronsee und durchquert dabei den südöstlichen Teil der Provinz.
Der Kanal wurde ab den 1830er Jahren aus militärischen und wirtschaftlichen Überlegungen erbaut. Auf Grund der langen Bauzeit bis zur Vervollständigung der Strecke in den 1920er Jahren sowie der zwischenzeitlich erfolgten Weiterentwicklung des Warentransportes auf dem Landweg wird er heute überwiegend touristisch genutzt. Am 17. Mai 1929 wurde er zu einer National Historic Site of Canada erklärt. Als historische Stätte wird er durch Parks Canada verwaltet. Parks Canada gab die Besucherzahlen im Jahr 2000 mit ca. 1,5 Millionen Besuchern an.

## Geschichte
Als im Jahr 1615 Samuel de Champlain bei seiner Reise durch diese Gegend als erster Europäer dem Verlauf verschiedener Flüsse und Seen folgte, war diese Route in den indigenen Wurzeln der First Nations bereits tief verwurzelt. Seine Reiseroute folgte oft dem Verlauf, den später der Trent-Severn-Wasserweg nehmen sollte.
Die Arbeiten zum Bau des Kanalsystems wurden 1833 aufgenommen, dann aber auf Grund von finanziellen Problemen und politischem Gezänk nur sporadisch durchgeführt und erstreckten sich schließlich über 87 Jahre bis 1920. Die Wasserstraße wurde in den 1960er Jahren einem großen Modernisierungs- und Umbauprogramm unterzogen, dabei wurden unter anderen erhebliche Änderungen am Abstiegsbauwerk Nr. 43 und Nr. 44 durchgeführt.

## Verlauf
Der Trent-Severn-Wasserweg beginnt, auf 75 m Höhe gelegen, an der Bay of Quinte, einer Bucht des Ontariosees, im Ortsteil Trenton der City of Quinte West. Von Trenton aus folgt der Kanal dem Verlauf des Trent Rivers bis zum Rice Lake.
Ab dem Rice Lake folgt der Kanal dem Verlauf des Otonabee River, bis er den Katchewanooka Lake und dann den Clear Lake erreicht. Vom Clear Lake wechselt der Kanal in den Stony Lake, den östlichsten See der Kawartha Lakes.
Vom Stony Lake aus verläuft der Kanal durch die Seengruppe der Kawartha Lakes bis zum Balsam Lake im Westen. Der Balsam Lake ist, auf 256 m Höhe gelegen, der höchste Punkt des Wasserweges.
Zwischen dem Stony Lake und dem Balsam Lake wird der Sturgeon Lake passiert. Hier zweigt ein Seitenarm des Trent-Severn-Wasserwegs ab. Über den Scugog River wird der Lake Scugog erreicht. Dort endet der Seitenarm des Kanals in Port Perry, einem Ortsteil der Gemeinde Scugog.
Vom Balsam Lake erreicht der Kanal über den Talbot River und dem Mitchell Lake sowie dem Canal Lake den Lake Simcoe mit dem anschließenden Lake Couchiching.
Vom Lake Couchiching erreicht der Kanal dann mit dem Severn River, über den Sparrow Lake und dem Gloucester Pool, die Georgian Bay des Huronsee. Dort endet an der Schleuse Port Severn, auf 177 m Höhe gelegen, der Trent-Severn-Wasserweg. Die Schleuse liegt auf der Grenze zwischen der nördlich gelegenen Gemeinde Georgian Bay und dem südlicheren Severn.

## Bauwerke
Das Schiffshebewerk Peterborough ist das Abstiegsbauwerk Nr. 21 des Wasserweges und überwindet einen Höhenunterschied von 19,8 m. Das hydraulische Schiffshebewerk ist als Zwillingsanlage mit zwei Trögen ausgestattet. Die Anlage wurde 1979 unabhängig von der Gesamtanlage des Kanals eigenständig zu einer „National Historic Site of Canada“ erklärt.
Das Schiffshebewerk Kirkfield ist das Abstiegsbauwerk Nr. 36 und ebenfalls ein hydraulisches Schiffshebewerk mit zwei Trögen. Es überwindet einen Höhenunterschied von 14,9 m.
Die Canal Lake Concrete Arch Bridge ist eine Stahlbetonbrücke über den Kanal. Sie gilt als die älteste bekannte Stahlbetonbrücke in Kanada und wurde 1988 zusätzlich eigenständig zu einer „National Historic Site of Canada“ erklärt.
Die Swift Rapids Marine Railway war das Abstiegsbauwerk Nr. 43. Es war ursprünglich als gewöhnliche Schleuse geplant, der Bau wurde auch schon begonnen, er fiel dann jedoch den Sparmaßnahmen und der Finanzknappheit des Ersten Weltkrieges zum Opfer. Statt der Schleuse wurde dann ein Schrägaufzug mit Trockenförderung gebaut und im Jahr 1919 als vorübergehendes Provisorium eröffnet. 1965 wurde das Provisorium durch eine konventionelle Schleuse ersetzt.
Die Big Chute Marine Railway ist das Abstiegsbauwerk Nr. 44 und überwindet einen Höhenunterschied von 17,7 m. Auch dieses Bauwerk war ursprünglich als normale Schleuse geplant und auch hier war der Bau bereits angefangen, fiel dann jedoch ebenfalls den Sparmaßnahmen und der Finanzknappheit des Ersten Weltkrieges zum Opfer und wurde daher im Jahr 1917, als vorübergehendes Provisorium, als Schrägaufzug mit Trockenförderung errichtet. Um die Ausbreitung von Meerneunauge zu verhindern, wurde sich dagegen entschieden, den Aufzug durch eine Schleuse zu ersetzen und 1978 wurde ein neuer, größerer Aufzug in Betrieb genommen.

## Städte und Gemeinden
Der Kanal passiert von Trenton nach Port Severn folgende Städte und Gemeinden:
- Quinte West
- Trent Hills
- Asphodel-Norwood
- Otonabee-South Monaghan
- Hamilton
- Cavan Monaghan
- Peterborough
- Douro-Dummer
- Selwyn
- Trent Lakes
- Kawartha Lakes
- Scugog
- Brock
- Ramara
- Gravenhurst
- Muskoka Lakes
- Georgian Bay
- Severn

## Parks
Auf dem Streckenabschnitt entlang dem Trent River passiert der Kanal mit dem Ferris Provincial Park den ersten der Provincial Parks in Ontario auf seinem Weg. Weitere Provincial Parks sind der Wolf Island Provincial Park, der Indian Point Provincial Park, der Balsam Lake Provincial Park, der McRae Point Provincial Park sowie der Mara Provincial Park.